# Новый Алдар
Новый Алдар (баш. Яңы Алдар) — деревня в Янаульском районе Республики Башкортостан Российской Федерации. Входит в состав Асавдыбашского сельсовета.

## География

### Географическое положение
Расположена на речке Варяш. Расстояние до:
- районного центра (Янаул): 28 км,
- центра сельсовета (Асавдыбаш): 7 км,
- ближайшей ж/д станции (Янаул): 28 км.

## История
Деревня основана в 1849 году 3 семьями из деревни Алдарова, 6 семьями из Верхнего Чата и 9 — из деревни Нижний Чат. В 1859 году в 29 дворах — 175 башкир-вотчинников.
В 1870 году в деревне Новая Алдарова 2-го стана Бирского уезда Уфимской губернии учтено 30 дворов и 184 человека (98 мужчин, 86 женщин, все тептяри), жители занимались лесным промыслом, тканьем кулей и извозничеством.
В 1896 году в деревне Кызылъяровской волости VII стана Бирского уезда — 69 дворов, 388 жителей (208 мужчин, 180 женщин). Имелись молитвенный дом, хлебозапасный магазин, мельница и торговая лавка.
В 1906 году — 427 человек, мечеть, водяная мельница, 2 бакалейные лавки и хлебозапасный магазин.
В 1920 году по официальным данным в деревне Ново-Алдарова (Балтас) было 96 дворов и 489 жителей (230 мужчин, 259 женщин), преобладали башкиры, однако по данным подворного подсчета — 522 татарина и 7 русских в 103 хозяйствах.
В 1926 году деревня относилась к Кызылъяровской волости Бирского кантона Башкирской АССР.
К 1932 году здесь основан колхоз имени Крупской.
В 1939 году — 530 жителей, в 1959 году — 385.
В 1982 году население — около 210 человек.
В 1989 году — 184 человека (80 мужчин, 104 женщины).
В 2002 году — 148 человек (65 мужчин, 83 женщины), башкиры (92 %).
В 2010 году — 100 человек (46 мужчин, 54 женщины).
Имеется ФАП, сельский клуб.

## Население
| 2002 | 2009 | 2010 |
| ---- | ---- | ---- |
| 148  | ↘126 | ↘100 |